# Ganesa Macula

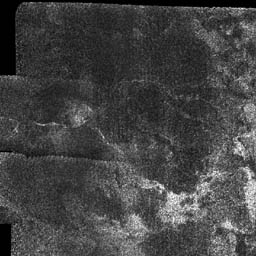
Imatge de Ganesa Macula presa pel radar de la Cassini

Ganesa Macula és un tret fosc del satèl·lit de Saturn Tità. El nom li fou posat en referència a la divinitat hindú Ganesha.
Ganesa ha sigut identificada provisionalment com a cúpula criovolcànica: el resultat de la barreja d'aigua i amoníac erupcionant des del centre de la cúpula i erupcionant fins a formar quelcom similar a un pastís.